# Фейтельсон, Лорсер
Лорсер Фейтельсон (англ. Lorser Feitelson — Файтельсон; 1898—1978) — американский художник и педагог.
Фейлтельсон приобрел известность на Западном побережье как один из отцов-основателей южно-калифорнийской живописи жёстких контуров. Вместе с его женой Хелен Лундеберг Фейтельсону приписывают создание пост-сюрреалистического движения.

## Биография
Родился в 1898 году в городе Саванна, штат Джорджия. Вырос в Нью-Йорке, куда вскоре после рождения переехала его семья. Здесь обучался рисованию на дому у своего любящего искусство отца. В детстве Лорсер читал семейную коллекцию иностранных журналов и часто посещал Метрополитен-музей. Этюдники его ранних лет демонстрируют рисование в стиле Old Master; он переосмыслил свой подход к рисованию после просмотра легендарной Арсенальной выставки в 1913 году в Нью-Йорке. К 1916 году восемнадцатилетний юноша основал студию в Гринвич-Виллидж, решив стать художником.
Как и все художники-модернисты того времени, Фейтельсон хотел продолжить свое образование в Европе. Он совершил свое первое путешествие в Париж в 1919 году и поступил в качестве независимого студента для изучения рисунка в Академию Коларосси. Будучи во Франции, он совершил многочисленные поездки в Италию на Корсику — сделанные там эскизы с участием местных крестьян послужили основой для более поздних работ Фейтельсона. После многочисленных поездок по Европе, перед возвращением домой в США в 1927 году, художник выставлялся в знаменитом парижском Осеннем салоне.
В ноябре 1927 года Лорсер Фейтельсон переехал в Лос-Анджелес, и к 1930 году работал в стиле пост-сюрреализма. В этот период Фейтельсон вместе со Стэнтоном Макдональд-Райтом также был назначен курировать проект росписей в рамках Федерального художественного проекта под эгидой Управления общественных работ США на всём Западном побережье, где работал в жанре фрески. В 1933 году он женился на американской художнице Хелен Лундеберг, которая стала его единомышленником в искусстве.
К 1940-м годам Фейтельсон разработал использование в своих работах биоморфных или «магических» форм, что проявилось в его серии произведений «Magical Space Forms» 1950-х и 1960-х годов. Кульминацией стал изящный образный минимализм картин «Ribbon» 1970-х годов: «pure gesture that engages the viewer with the intimacy of an embrace».
Работы Фейтельсона и его жены Хелен Лундеберг в течение трёх в 1960-х годах представлял владелец галереи Джоан Анкрум (Joan Ankrum). Фейтельсон преподавал живопись в школе Art Center School of Design с 1944 года до выхода на пенсию в конце 1970-х годов.
Заболев в 1977 году, Лорсер Фейтельсон умер 24 мая 1978 года в Лос-Анджелесе, Калифорния.

## Творчество
Лорсер Фейтельсон вместе со своими сверстниками — Карлом Бенджамином, Фредериком Хаммерсли и Джоном Маклафлином были представлены на знаковой выставке 1959 года «Four Abstract Classicists» в Музее искусств Сан-Франциско, а затем с ней же отправились в Музей искусств округа Лос-Анджелес. Изменённая версия этой выставки под названием «West Coast Hard Edge» была представлена в Лондоне в Институт современного искусства, а затем в Белфасте, Северная Ирландия, в Королевском суде (Queens Court). В эту выставку была включена картина Фейтельсона «Magical Space Forms». Фейтельсон вместе со своей женой Хелен Лундеберг и вышеупомянутыми художниками стали пионерами движения, которое было отмечено национальной выставкой «Birth of the Cool: California Art, Design and Culture at Midcentury» в Музее искусств округа Ориндж. Эти художники внесли большой вклад в развитие американской абстрактной живописи.
Работы Лорсера Фейтельсона включены в постоянные коллекции Музея искусств округа Лос-Анджелес, Смитсоновского музея американского искусства, Смитсоновского института, Библиотеки Конгресса США, Национальной галереи искусства, Музея современного искусства Сан-Франциско, Музея американского искусства Уитни, Нью-Йоркского музея современного искусства, Бруклинский музей, а также находятся во многих других музеях и частных коллекциях.
После смерти художника были проведены большие ретроспективные выставки: «Lorser Feitelson and the invention of Hard Edge Painting, 1945—1965» (2003 год, галерея Louis Stern Fine Arts, Лос-Анджелес); «Lorser Feitelson — Los Angeles, the 1960s» (2006 год, галерея Washburn Gallery, Нью-Йорк). Также Louis Stern Fine Arts организовали выставки «Lorser Feitelson — The Kinetic Series» (2005 год) и «Lorser Feitelson — The Late Paintings» (2009 год). Луи Стерн отметил: «Rarely does one have the privilege of exhibiting the work of an artist of such magnitude as Lorser Feitelson. His contributions as a scholar, teacher, lecturer, collector and pioneer of modern art are invaluable and I am honored to be part of his legacy».